# Lacinipolia brachiola
Lacinipolia brachiola là một loài bướm đêm trong họ Noctuidae.